# Tragédie de la mine Belmoral
La tragédie de la mine Belmoral est une catastrophe minière survenue le 20 mai 1980 à Val-d’Or en Abitibi-Témiscamingue. Huit mineurs ont péri dans cet accident. L'événement a eu lieu le même jour que le Référendum québécois de 1980.

## Effondrement
Le 20 mai 1980, le toit de la mine Belmoral s’effondre vers 22 h et provoque des torrents d’eau, de glaise et de débris qui proviennent du marais juste au-dessus de la mine d'or. Le puits de la mine est d'une profondeur d'environ 600 pieds. À la surface, l'effondrement créé un cratère d'environ 100 pieds de diamètre autour de l’entrée du puits. Sous terre, vingt-quatre mineurs sont pris dans les débris. Seize travailleurs réussissent à s'extirper de la marée brune, mais huit autres demeurent coincés et perdent la vie. On estime que si l'accident s'était produit au cours de la journée, le nombre de morts aurait été triplé.
L'accident a eu lieu dans un contexte où plusieurs travailleurs trouvaient que la sécurité de la mine était compromise depuis quelques semaines. En janvier 1980, un mineur avait perdu la vie, happé par un bloc de roc et trois semaines avant la tragédie, le nettoyage et la récupération de l'or avaient été interrompus pour les mêmes raisons. Une semaine avant la tragédie, un contremaître prédisait des affaissements à la chaîne à la mine. Soixante-dix pour cent des mineurs de la Belmoral ont affirmé que soit la direction de la mine, soit les mineurs, ou encore soit les deux voyaient venir l'accident et plus de la moitié croient que l'accident aurait pu être évité.

## Opération de sauvetage

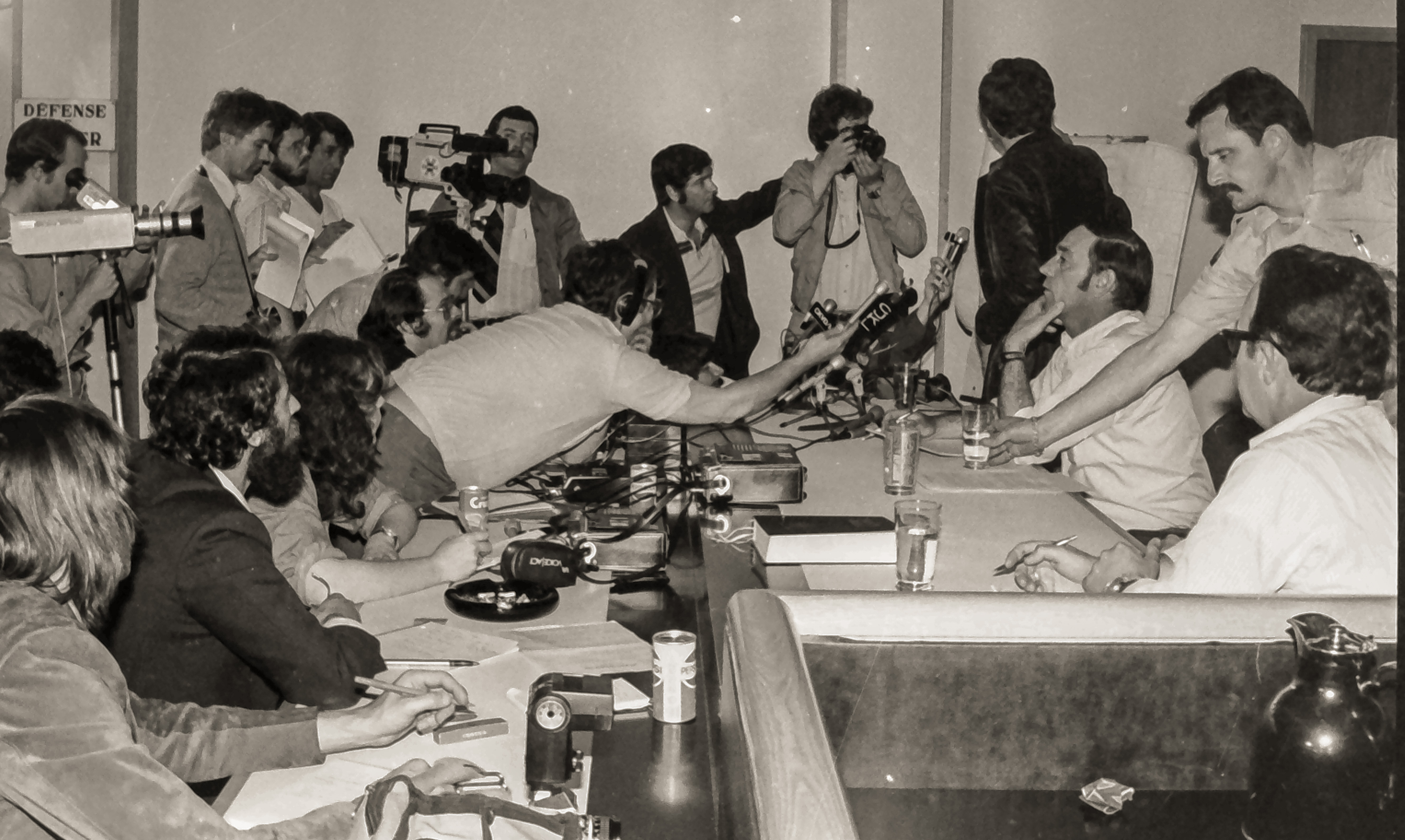
Conférence de presse à la suite de l'accident.

L'eau, la boue et la glaise retardent à répétition les mesures de sauvetage. Le 4 juin, trois hommes sont déclarés morts. Le même jour, le président de Belmoral, Clive Brown, affirme qu'il désire reprendre la production le plus tôt possible et qu'il ne sait pas quelle compensation - s’il y en a une - l’entreprise accorderait aux familles des disparus,. Plusieurs femmes de mineurs avaient peur et pressaient leurs maris de ne pas participer au sauvetage.
Le 21 juin, un mois après l'effondrement, une caméra descendue dans une galerie souterraine découvre deux corps partiellement couverts de boue. Le 22 juin, un premier cadavre, celui de Lucien Bélanger, est remonté à la surface. Les dernières victimes seront sorties de la mine plus de deux mois après la tragédie, soit le 30 juillet 1980. Des autopsies révèlent que les huit mineurs auraient succombé à l'asphyxie ou à la noyade.

## Victimes
| Nom des victimes | Âge    | Ville d'origine | Date retrouvé            | Heure | Nbr de jours après l'accident |
| ---------------- | ------ | --------------- | ------------------------ | ----- | ----------------------------- |
| Lucien Bélanger  | 27 ans | Malartic        | Dimanche 22 juin 1980    | 18:00 | 30                            |
| Guy Daigle       | 28 ans | Val-d'Or        | Mercredi 30 juillet 1980 | 2:00  | 71                            |
| Guy Desruisseaux | 26 ans | Malartic        | Lundi 23 juin 1980       | 10:00 | 31                            |
| Marc Godbout     | 24 ans | Val-d'Or        | Mercredi 2 juillet 1980  | 16:00 | 43                            |
| Gilles Légaré    | 32 ans | Val-d'Or        | Mercredi 30 juillet 1980 | 2:00  | 71                            |
| Normand Massé    | 34 ans | La Corne        | Mercredi 2 juillet 1980  | 11:00 | 43                            |
| Yvan St-Pierre   | 32 ans | La Corne        | Dimanche 29 juin 1980    | 23:00 | 40                            |
| Marcel Vienneau  | 40 ans | Val-d'Or        | Mercredi 2 juillet 1980  | 11:00 | 43                            |

## Commission d'enquête

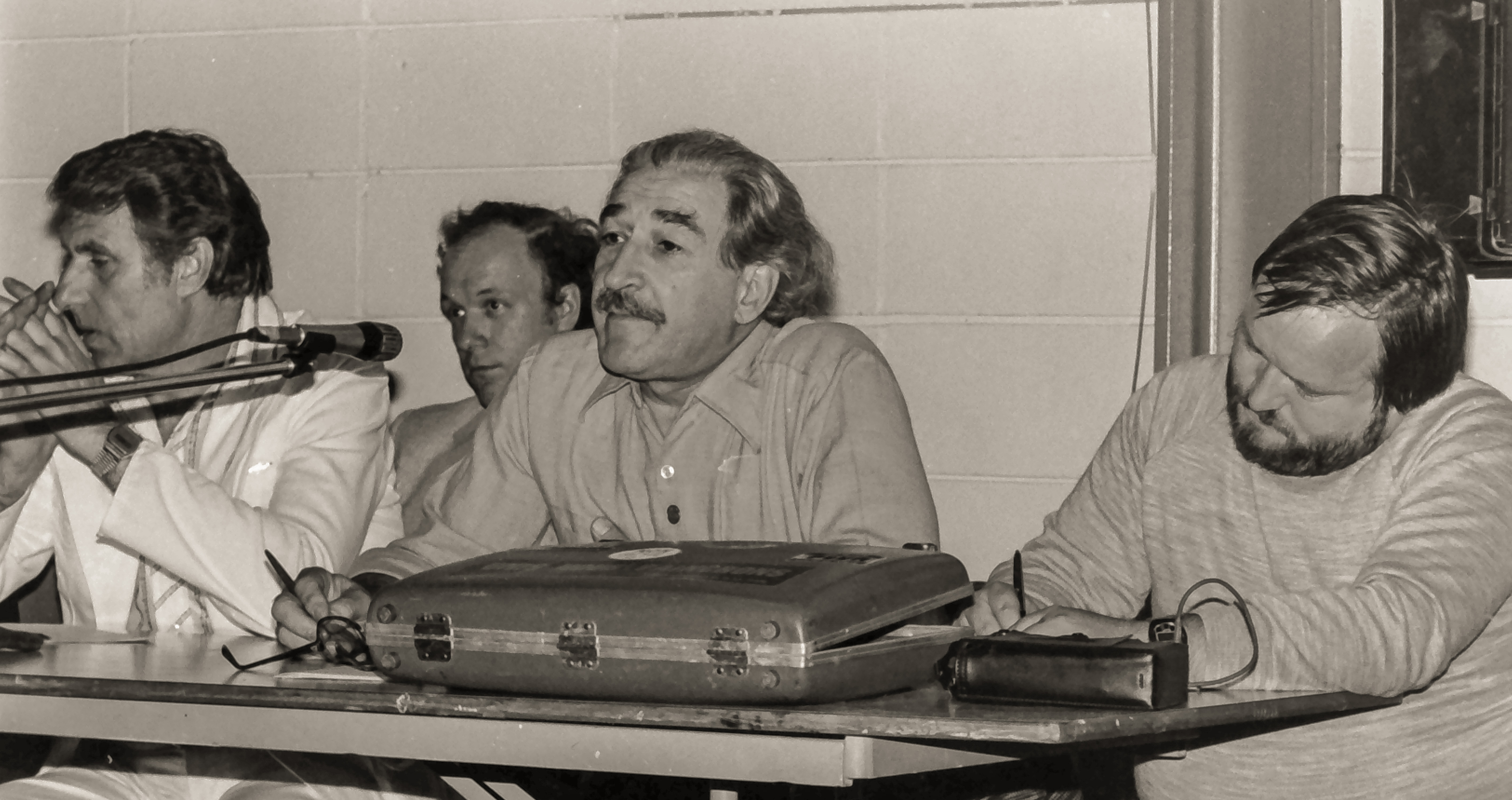
Lors de l'enquête de la commission Beaudry, les syndicats étaient présent pour représenter leurs membres. Au centre de la photo: Michel Chartrand

Le 9 juillet 1980, le Conseil exécutif du gouvernement du Québec émet un décret, le 9 juillet 1980 qui ordonne la tenue d'une commission d'enquête publique sur les événements. Le mandat de la commission sera de déterminer les causes qui ont entraîné l'accident, d'enquêter sur les circonstances de l'accident et sur les conditions qui l'ont précédé, de faire des recommandations sur les mesures à prendre pour éviter la répétition de tel accident, d'évaluer les mesures de sauvetage appliquées et, s'il y a lieu, suggérer des améliorations à ces mesures et enfin, de faire un rapport sur toutes questions visant à assurer la sécurité des travailleurs des mines souterraines.

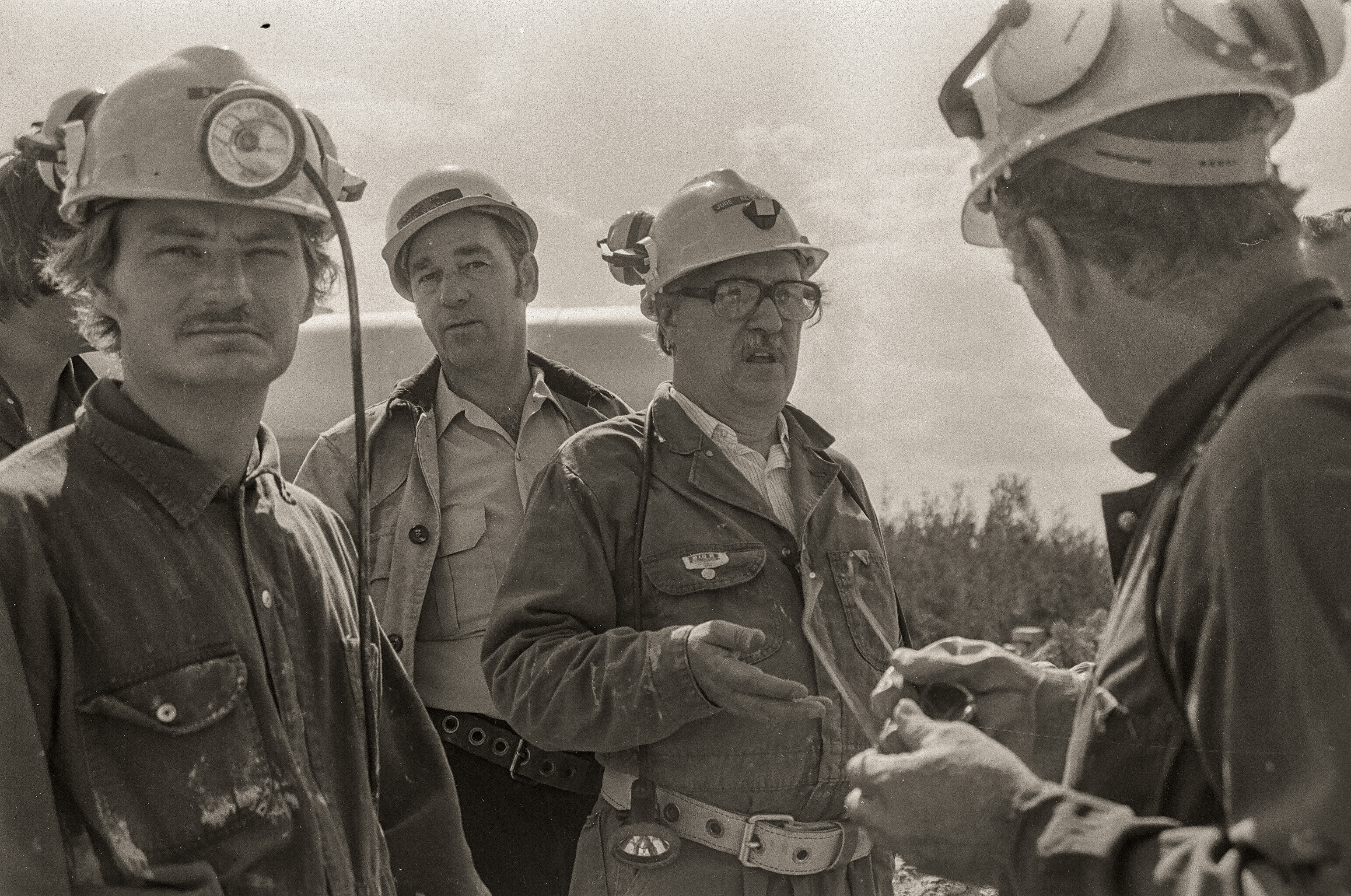
Visite de la commission Beaudry. On aperçoit le procureur Ménard, le directeur de la mine Don Lavigne et le juge René Beaudry.

La commission d'enquête, présidée par le juge René Beaudry, entend 70 témoins en 22 jours dont les 16 survivants. Les associations syndicales participent aussi à la commission. Elles défendent, entre autres, que le boni ou le salaire au rendement est un facteur d'accidents car il laisse au mineur «le choix entre la production et la sécurité» et que ce système fait en sorte que sont négligées les méthodes sécuritaires de travail et la prévention des accidents.
La commission fait aussi appel à aux sociologues Jacques Dofny et Camille Legendre, professeurs à l'Université de Montréal, d'entreprendre une recherche sur l'organisation du travail et les conditions de travail des mineurs - points que ni les audiences publiques, ni les études de gestion et procès permettrait de d'éclairer.
Dans son rapport, la commission soutient que l'effondrement était prévisible, car plusieurs indices l'ont graduellement annoncé et pourtant, la minière n'en a pas tenu compte. Le rapport avance que l'effondrement était relié directement à une méthode de minage impropre à l'exploitation dans des conditions géologiques qui étaient celles du terrain de la mine, comme une mauvaise application des techniques de soutènement des parois et un manque d'équipement nécessaire à l'observation continuelle de la dégradation du terrain.
Du point de vue administratif, il est aussi reproché à la mine le fait de ne pas employer, à plein temps, des spécialistes dans le domaine de l'exploitation minière et des mineurs n'ayant pas les compétences pour prendre des décisions en matière de sécurité.

## Procès
Le 17 septembre 1981, six mois après la publication du rapport d'enquête la compagnie Belmoral doit répondre à huit chefs d'accusation d'homicide involontaire dû à une négligence criminelle. Elle doit faire face à un procès devant juge et jury.
Au bout de 70 jours de procès, les membres du jury déclarent Mines Belmoral non coupable de toutes les accusations. Le juge Ivan Mignault, de la Cour supérieure du Québec, a donc acquitté la société minière de négligence criminelle et d’homicide involontaire.

## Impacts sur les pratiques minières
La tragédie de la mine Belmoral a été l'élément déclencheur de nouvelles pratiques dans le milieu minier. Les mines font appel à plus de spécialistes en contrôle de terrain et mécanique des roches. Des systèmes d'entraide entre les mines sont aussi mis en place en cas d'urgence.

## Représentation dans l'art

### Musique
Une chanson écrite et enregistrée par le chanteur valdorien Jean-Guy Gauthier, intitulée La tragédie de la Balmoral, s'inspire de l'effondrement de la mine Belmoral.

### Arts visuels
La tragédie est également à la source de deux tableaux produits par la peintre valdorienne Ma-Reine Bérubé en 1981, intitulés Au secours, nos frères se noient et Les noyés de la Belmoral.

### Littérature
Le roman Les huit du quart de nuit, de l'auteure Colette Asselin, publié en 1991 par les Éditions D’ici et d’ailleurs, de Val-d’Or, est inspiré du drame survenu à la mine Belmoral.
Dans son roman graphique Souterrain, l'auteur Olivier Ballou consacre un chapitre sur un travailleur de la mine Belmoral qui a vécu la tragédie.  